# نیما ابراهیم‌نژاد
نیما ابراهیم نژاد (زادهٔ ۲ اسفند ۱۳۴۷) والیبالیست اهل ایران است.
وی عضو تیم ایران در مسابقات المپیک تابستانی ۱۹۹۲ بود که در ۲ بخش «دور امتیازی تیمی» و تایم تریل تیمی شرکت کرد.